# Sainte-Colombe-sur-Gand
Sainte-Colombe-sur-Gand è un comune francese di 415 abitanti situato nel dipartimento della Loira della regione dell'Alvernia-Rodano-Alpi.

## Società

### Evoluzione demografica
Abitanti censiti